# Курридабат (кантон)
Курридабат (исп. Curridabat) — кантон в провинции Сан-Хосе Коста-Рики.

## География
Находится на севере провинции. Граничит на востоке с провинцией Картаго. Административный центр — Курридабат.

## Округа
Кантон разделён на 4 округа:
1. Курридабат
2. Гранадилья
3. Санчес
4. Тиррасес